# Souther-Hillman-Furay Band
Die Souther-Hillman-Furay Band war eine sogenannte Supergroup und bestand aus den Singer-Songwritern Richie Furay (Buffalo Springfield, Poco), Chris Hillman (The Byrds, Flying Burrito Brothers, Manassas) sowie J. D. Souther.

## Hintergrund
Die Band wurde 1973 auf Betreiben des einflussreichen Musikmanagers David Geffen (Asylum Records) gegründet. Hillman brachte drei weitere Mitglieder seiner vorherigen Band Manassas mit in die Gruppe: Pianist Paul Harris, Perkussionist Joe Lala und den Gitarristen Al Perkins. Als Schlagzeuger konnte Jim Gordon (Derek and the Dominos) verpflichtet werden.
Es wurden insgesamt zwei Alben im Musikstil des Country-Rock veröffentlicht. 1974 hatte die Band mit Fallin’ in Love eine Hitsingle in den US-Charts, die bis auf Rang 27 kletterte. Auch das nach der Band benannte Debütalbum erreichte gute Verkaufszahlen. Wie bei vielen anderen Supergroups kam es jedoch bald zu Spannungen zwischen den einzelnen Mitgliedern. Gordon verließ nach der ersten Plattenveröffentlichung die Band und wurde durch Ron Grinel ersetzt. Als das zweite Album Trouble in Paradise 1975 trotz eigentlich guter Verkaufszahlen von der Kritik schlecht angenommen wurde, löste sich die Gruppe auf, und die Musiker wendeten sich wieder ihren Solokarrieren zu.

## Veröffentlichungen
- The Souther-Hillman-Furay Band (1974) US #11, US: Gold[1]
- Trouble in Paradise (1975) US #39

## Mitglieder
- J.D. Souther – Gesang, Gitarre
- Chris Hillman – Gesang, Bass
- Richie Furay – Gesang, Gitarre
- Paul Harris – Piano
- Al Perkins – Pedal-Steel-Gitarre
- Joe Lala – Percussion
- Jim Gordon – Schlagzeug (1973–74)
- Ron Grinel – Schlagzeug (1975–76)